# نارسدورف
نارسدورف (به آلمانی: Narsdorf) یک شهر در آلمان است که در لایپتسیگ واقع شده‌است. نارسدورف ۱٬۸۵۵ نفر جمعیت دارد.